# Aske (EP)
Aske är en EP av det norska black metal-bandet Burzum, inspelad i Grieghallen Studios augusti 1992, utom Dominus Sathanas som spelades in redan i april. Den första utgåvan (begränsad till 1 000 exemplar) gavs ut 1993 på Deathlike Silence Productions och återutgavs 1995 av Misanthropy Records som bonus tillsammans med debutalbumet Burzum.
Den är kanske mest känd för kontroverserna kring bilden på omslaget, som visar ruinen av Fantofts stavkyrka efter branden den 6 juni 1992. Varg Vikernes dömdes senare för mordet på Euronymous till 21 års fängelse. En Zippotändare med omslagsbilden medföljde originalutgåvan (distribuerad av Voices of Wonder Records).
Denna EP är annorlunda än resten av Vikernes verk, då han inte spelar alla instrument själv, utan Samoth (från Emperor och Zyklon) spelar bas på skivan.

## Låtlista
Alla låtar är skrivna och komponerade av Count Grishnackh. 
| Nr           | Titel                       | Längd |
| ------------ | --------------------------- | ----- |
| 1.           | Stemmen fra tårnet          | 6:09  |
| 2.           | Dominus Sathanas            | 3:02  |
| 3.           | A Lost Forgotten Sad Spirit | 10:51 |
| Total längd: | Total längd:                | 20:02 |